# Бернхард II фон Дорщат
Бернхард II фон Дорщат (на немски: Bernhard II von Dorstadt/Eberhard von Dorstadt; † 1425) е благородник от род фон Дорщат в района на Волфенбютел в Долна Саксония.
Той е син на Валтер II фон Дорщат († сл. 1404) и съпругата му графиня София фон Регенщайн († 1386), дъщеря на граф Албрехт II фон Регенщайн († 1347/1351) и Юта фон Анхалт-Цербст (* 1316), дъщеря на княз Албрехт I фон Анхалт-Цербст († 1316). Внук е на Буркхард фон Дорщат († 1357) и Юта фон Найндорф, дъщеря на Йордан фон Найндорф. Правнук е на Валтер фон Дорщат († сл. 1322) и фон Волденберг, дъщеря на граф Буркард II фон Вьолтингероде-Волденберг († 1273).

## Фамилия
Бернхард II фон Дорщат се жени за Елизабет фон Шауенбург-Холщайн († сл. 1425), дъщеря на граф Ото I фон Холщайн-Шауенбургг-Пинеберг († 1404) и принцеса Матилда фон Брауншвайг-Люнебург († 1410). Те имат три сина:
- Валтер
- Арнолд († пр. 1454)
- Адолф

Бернхард II фон Дорщат има три незаконни дъщери:
- Ирмгард, дяконка в Кведлинбург
- Аделхайд, канонеса в Кведлинбург
- Елизабет, приорес в Гандерсхайм